# Tivia doriana
Tivia doriana är en kackerlacksart som först beskrevs av Henri Saussure 1895.  Tivia doriana ingår i släktet Tivia och familjen Polyphagidae.
Artens utbredningsområde är Eritrea. Inga underarter finns listade i Catalogue of Life.